# Félix et Meira
Pour plus de détails, voir Fiche technique et Distribution.
Félix et Meira est un film dramatique québécois réalisé par Maxime Giroux et scénarisé par Alexandre Laferrière, sorti en 2014.
Le film est sélectionné comme entrée pour le Canada pour l'Oscar du meilleur film en langue étrangère à la 88e cérémonie des Oscars qui s'est déroulée en 2016, mais n'a pas été retenu pour les nominations.

## Synopsis
Dans le Mile End, à Montréal, une femme juive hassidique nommée Malka mène une vie réprimée, mariée à Shulem, qui ne lui permet pas d'écouter de la musique profane. Ils ont une petite fille prénommée Elishiva, mais Malka confie à son amie qu'elle ne veut plus d'enfants, malgré leur devoir religieux. La nouvelle parvient à Shulem, qui réprimande Malka pour avoir fait honte à la petite famille. Par hasard, Malka rencontre Félix, un Canadien français qui vient de perdre son père Théodore, qui à la fin de sa vie, ne savait plus que Félix était son fils. Elle se présente à lui comme étant Meira. Meira est mystifiée par le fait que Félix n'a pas d'enfants, car il est célibataire, un concept nouveau pour elle, puisqu'elle vient d'une culture où les femmes ont jusqu'à 20 enfants. Elle évite le contact visuel avec lui et devient furieuse quand, pendant qu'ils jouent au ping-pong, Caroline, la sœur de Félix, arrive de manière inattendue et la voit.
Félix et Meira sortent danser. Caroline informe également Félix que leur mère a eu une liaison, parallèlement à l'intérêt de Félix pour une femme mariée. Finalement, Shulem voit Félix et Meira marcher ensemble dans une rue, se précipite derrière eux et commence à gifler Félix.
Plus tard, Shulem rend visite à Félix dans son appartement, l'informant que si Meira et Félix se réunissent, Meira ne sera jamais autorisée à retourner dans la communauté hassidique. Shulem demande également à Félix de garder Meira en sécurité et de prendre soin d'elle. Avant de partir, Shulem remarque une feuille de papier pliée qui, selon Félix, a été écrite par Théodore et n'a jamais été lue. Shulem la lit, révélant que Théodore s'est excusé d'avoir intimidé Félix pour qu'il se conforme à la famille, où il ne s'est jamais senti à l'aise. Félix et Meira partent et emmènent Elishiva à Venise.

## Fiche technique
- Titre original : Félix et Meira
- Titre anglais : Felix and Meira
- Réalisation : Maxime Giroux
- Scénario : Alexandre Laferrière et Maxime Giroux
- Musique : Olivier Alary
- Direction artistique : Louisa Schabas
- Costumes : Patricia McNeil (en)
- Maquillage et coiffure : Audray Adam
- Photographie : Sara Mishara
- Son : Frédéric Cloutier, Luc Boudrias
- Montage : Mathieu Bouchard-Malo
- Production : Sylvain Corbeil, Nancy Grant et Maxime Giroux
- Société de production : Metafilms
- Sociétés de distribution : Distribution FunFilm (Canada), Urban Distribution International (international)
- Budget : - d'un million de dollars[1]
- Pays d’origine : Canada (Québec)
- Langues : français, yiddish, anglais
- Format : couleur — format d'image : 2,35:1 (VistaVision) — son Dolby numérique
- Genre : Drame
- Durée : 105 minutes
- Dates de sortie :
  - Canada : 7 septembre 2014 (première canadienne au Festival international du film de Toronto)
  - Allemagne : 29 septembre 2014 (première mondiale au Festival du film de Hambourg)
  - Belgique : 8 octobre 2014 (Festival international du film francophone de Namur)
  - Pologne : 10 octobre 2014 (Festival international du film de Varsovie)
  - Israël : 12 octobre 2014 (Festival international du film de Haïfa)
  - Canada : 19 octobre 2014 (première montréalaise au Festival du nouveau cinéma de Montréal)
  - France : 11 novembre 2014 (Festival du film de Sarlat)
  - États-Unis : 16 novembre 2014 (Festival du film Cucalorus)
  - Italie : 26 novembre 2014 (Festival du film de Turin)
  - Canada : 30 janvier 2015 (sortie en salle au Québec)
  - France : 4 février 2015 (sortie en salle)
  - États-Unis : 17 avril 2015 (sortie en salle)
  - Canada : 12 mai 2015 (DVD et VOD)

- Classification :
  - Québec : Visa général[2]

## Distribution
- Hadas Yaron : Meira/Malka
- Martin Dubreuil : Félix Saint-François
- Luzer Twersky (en) : Shulem, le mari de Malka, juif hassidique
- Anne-Élisabeth Bossé : Caroline, la sœur de Félix
- Benoît Girard : Théodore Saint-François, le père de Félix
- Melissa Weisz : Ruth
- Josh Dolgin : Isaac
- Malka Frisch : la cousine de Malka
- David Engel : Chahar
- Mathieu Dufresne : Alain, conjoint de Caroline
- Hubert Proulx : homme amoureux
- Victoria Diamond : femme amoureuse
- Valérie Jeanneret : la pharmacienne

## Prix et distinctions
- Prix du Meilleur film canadien du Festival de Toronto 2014.
- Louve d’or du meilleur long métrage de la compétition internationale du Festival du nouveau cinéma 2014
- Prix d’interprétation (meilleur acteur à Luzer Twersky et meilleure actrice à Hadas Yaron) au Festival international du film d'Amiens
- Prix du meilleur film canadien au Festival international du cinéma francophone en Acadie
- Prix de la meilleure actrice et celui du meilleur acteur au Festival du film de Turin
- Prix du public au Festival Arte Mare de Bastia (Corse)
- Prix Tobias-Szpancer du meilleur film de la section Between Judaism and Israelism du Festival international du film de Haïfa
- Meilleur film, meilleur scénario, meilleure réalisation ainsi que le prix de la meilleure interprétation à Hadas Yaron au Festival du film de Whistler